# Snowboard-Juniorenweltmeisterschaften 2002
Die 6. FIS Snowboard-Juniorenweltmeisterschaften fanden vom 5. bis zum 7. April 2002 in Rovaniemi statt. Ausgetragen wurden Wettkämpfe im Parallel-Riesenslalom, Snowboardcross und Halfpipe.

## Medaillenspiegel
| Platz | Land               | Gold | Silber | Bronze | Gesamt |
| ----- | ------------------ | ---- | ------ | ------ | ------ |
| 1     | Vereinigte Staaten | 3    | 1      | -      | 4      |
| 2     | Italien            | 1    | 1      | 2      | 4      |
| 3     | Kanada             | 1    | -      | 1      | 2      |
| 4     | Österreich         | 1    | -      | -      | 1      |
| 5     | Schweiz            | -    | 2      | 1      | 3      |
| 6     | Finnland           | -    | 2      | -      | 2      |
| 7     | Frankreich         | -    | -      | 2      | 2      |
|       | Gesamt             | 6    | 6      | 6      | 18     |

## Ergebnisse Frauen

### Parallel-Riesenslalom
| Platz | Land               | Sportlerin          |
| ----- | ------------------ | ------------------- |
| 1     | Österreich         | Heidi Krings        |
| 2     | Vereinigte Staaten | Michelle Gorgone    |
| 3     | Italien            | Marion Insam        |
| 4     | Schweiz            | Fränzi Kohli        |
| 5     | Russland           | Swetlana Boldykowa  |
| 6     | Österreich         | Romy Pletzer        |
| 7     | Niederlande        | Marieke Sauerbreij  |
| 8     | Italien            | Jessica Eschgfäller |
| 9     | Vereinigte Staaten | Claire Cetera       |
| 10    | Schweiz            | Corinne Mottu       |

Datum: 5. April 2002

Es waren 56 Teilnehmerinnen am Start.

Weitere Teilnehmerinnen aus deutschsprachigen Ländern:

 Eva Klampfl: 15. Platz

 Julia Haiderer: 24. Platz

 Tanja Uhlmann: 28. Platz

 Julia Rheinberger: 44. Platz

### Snowboardcross
| Platz | Land                   | Sportlerin         |
| ----- | ---------------------- | ------------------ |
| 1     | Vereinigte Staaten     | Lindsey Jacobellis |
| 2     | Schweiz                | Tanja Uhlmann      |
| 3     | Schweiz                | Corinne Mottu      |
| 4     | Frankreich             | Victoria Wicky     |
| 5     | Finnland               | Niina Sarias       |
| 6     | Norwegen               | Thea Stenshagen    |
| 7     | Italien                | Tania Detomas      |
| 8     | Australien             | Holly Crawford     |
| 9     | Norwegen               | Elin Holvik        |
| 10    | Vereinigtes Königreich | Zoe Gillings       |

Datum: 7. April 2002

Es waren 49 Teilnehmerinnen am Start.

Weitere Teilnehmerinnen aus deutschsprachigen Ländern:

 Helene Nadig: 11. Platz

 Romy Pletzer: 16. Platz

 Fränzi Kohli: 24. Platz

 Eva Klampfl: 29. Platz

 Mirjam Jäger: 30. Platz

 Julia Haiderer: DNF

### Halfpipe
| Platz | Land               | Sportlerin       |
| ----- | ------------------ | ---------------- |
| 1     | Vereinigte Staaten | Hannah Teter     |
| 2     | Finnland           | Heidi Kurkinen   |
| 3     | Frankreich         | Audrey Achard    |
| 4     | Polen              | Paulina Ligocka  |
| 5     | Norwegen           | Elin Holvik      |
| 6     | Norwegen           | Thea Stenshagen  |
| 7     | Kanada             | Sarah Conrad     |
| 8     | Kanada             | Amy Vaillancourt |

Datum: 6. April 2002

Es waren 32 Teilnehmerinnen am Start.

Weitere Teilnehmerinnen aus deutschsprachigen Ländern:

 Helene Nadig: 10. Platz

 Mirjam Marbach: 14. Platz

 Mirjam Jäger: 22. Platz

 Alexandra Hlawitschka: 23. Platz

 Kati Lukaschek: 25. Platz

## Ergebnisse Männer

### Parallel-Riesenslalom
| Platz | Land        | Sportler          |
| ----- | ----------- | ----------------- |
| 1     | Kanada      | François Boivin   |
| 2     | Italien     | Rudy Galli        |
| 3     | Italien     | Meinhard Erlacher |
| 4     | Russland    | Dennis Detkow     |
| 5     | Italien     | Hansel Longa      |
| 6     | Österreich  | Gerhard Jäger     |
| 7     | Kanada      | Philippe Berubé   |
| 8     | Österreich  | Matthias Ebner    |
| 9     | Italien     | Hubert Palfrader  |
| 10    | Deutschland | Tobias Fischer    |

Datum: 5. April 2002

Es waren 65 Teilnehmer am Start.

Weitere Teilnehmer aus deutschsprachigen Ländern:

 Patrick Bussler: 11. Platz

 Oliver Fischer: 13. Platz

 Benjamin Sokopf: 14. Platz

 Anton Unterkofler: 15. Platz

 Dominik Fiegl: 16. Platz

 Christoph Volz: 19. Platz

 Christoph Zaller: 20. Platz

 Ralph Bussler: 23. Platz

 Christian Nippus: 26. Platz

 Nicholas Wolken: 29. Platz

 Romain Volt: 43. Platz

### Snowboardcross
| Platz | Land        | Sportler            |
| ----- | ----------- | ------------------- |
| 1     | Italien     | Francesco Sandrini  |
| 2     | Finnland    | Janne Keinänen      |
| 3     | Kanada      | François Boivin     |
| 4     | Deutschland | Christoph Volz      |
| 5     | Russland    | Dennis Detkow       |
| 6     | Frankreich  | Mickael David       |
| 7     | Italien     | Tommaso Tagliaferri |
| 8     | Finnland    | Antti Guttorm       |
| 9     | Polen       | Mateusz Ligocki     |
| 10    | Norwegen    | Henning Martinsen   |
| 11    | Schweiz     | Romain Walt         |
| 12    | Kroatien    | Marko Grilc         |

Datum: 7. April 2002

Es waren 93 Teilnehmer am Start.

Weitere Teilnehmer aus deutschsprachigen Ländern:

 Dominik Fiegl: 17. Platz

 Tobias Fischer: 18. Platz

 Benjamin Sokopf: 20. Platz

 Martin Purgstaller: 29. Platz

 Matthias Ebner: 31. Platz

 Christoph Zaller: 34. Platz

 Christian Nippus: 38. Platz

 Oliver Fischer: 39. Platz

 Sergio Berger: 45. Platz

 Markus Keller: 46. Platz

 Ralph Bussler: 48. Platz

 Nicholas Wolken: 48. Platz

 Patrick Bussler: 50. Platz

 Manuel Veith: 52. Platz

 Renato Späni: 61. Platz

### Halfpipe
| Platz | Land               | Sportler           |
| ----- | ------------------ | ------------------ |
| 1     | Vereinigte Staaten | Steven Fisher      |
| 2     | Schweiz            | Sergio Berger      |
| 3     | Frankreich         | Mathieu Crepel     |
| 4     | Deutschland        | Christophe Schmidt |
| 5     | Schweden           | Tommy Rapp         |
| 6     | Schweiz            | Markus Keller      |
| 7     | Finnland           | Antti Autti        |
| 8     | Schweden           | Martin Sandberg    |

Datum: 6. April 2002

Es waren 58 Teilnehmer am Start.

Weitere Teilnehmer aus deutschsprachigen Ländern:

 Renato Späni: 11. Platz

 Max Riedel: 53. Platz